# 6124 Mecklenburg
6124 Mecklenburg è un asteroide della fascia principale. Scoperto nel 1987, presenta un'orbita caratterizzata da un semiasse maggiore pari a 3,9701719 UA e da un'eccentricità di 0,2419744, inclinata di 9,38587° rispetto all'eclittica.